# Pennisetum massaicum
Pennisetum massaicum är en gräsart som beskrevs av Otto Stapf. Pennisetum massaicum ingår i släktet borstgräs, och familjen gräs. Inga underarter finns listade i Catalogue of Life.